# ボス・ホッグ
ボスホッグ (Boss Hog) は、1988年に結成されたニューヨーク出身のロックバンド。

## 来歴
プッシー・ガロア(Pussy Galore) 、ハネムーン・キラーズ（Honeymoon Killers）、ギブソン・ブラザーズ（Gibson Bros.）と幾つかのバンドを経たジョン・スペンサーと妻クリスティーナ・マルチネスは元Honeymoon Killersのメンバーらと88年に結成にボスホッグを結成。
何度かバンド内紛に伴いメンバーチェンジを繰り返したのち、今のメンバーに落ち着く。
Dr.のホリス・クィーンズは、元Honeymoon Killersのメンバー、B.のジェンズ・ジェンセンは知る人ぞ知るNYノイズのスワンズ（Swans)の元メンバー、ビースティー・ボーイズ、アドロックのハイスクール時代の同級生でもある。

96年6月に初来日,99年12月来日　

## メンバー
- クリスティーナ・マルティネス (Cristina Martinez) - ボーカル、
- ジョン・スペンサー (Jon Spencer) - ギター

※ジョン・スペンサー・ブルース・エクスプロージョン(The Jon Spencer Blues Exploshion)
- ホリス・クィーンズ (Hollis Queens) - ドラムス
- ジーン・ジェンセン (Jens Jurgnsen) - ベース

## ディスコグラフィー

### アルバム
- Cold Hands (1990年)
- Boss Hog (1995年)
- Whiteout (2000年)

### EP
- Drinkin', Lechin' & Lyin' (1989年)
- Action Box (1991年)
- Girl + (1993年)

### シングル
- I Dig You　(1996年)
- Winn Coma(1996年)
- Old School (1999年)
- Whiteout (2000年)
- Get It While You Wait (2000年)
- Itchy & Scratchy (2000年)